# NGC 4224
NGC 4224 é uma galáxia espiral (Sa) localizada na direcção da constelação de Virgo. Possui uma declinação de +07° 27' 44" e uma ascensão recta de 12 horas, 16 minutos e 33,9 segundos.
A galáxia NGC 4224 foi descoberta em 13 de Abril de 1784 por William Herschel.